# Karen Nolte
Karen Nolte (* 25. September 1967 in Celle) ist eine deutsche Medizinhistorikerin. Sie leitet seit 2018 das Institut für Geschichte und Ethik der Medizin an der Ruprecht-Karls-Universität Heidelberg.

## Leben
Nolte legte 1990 das Examen als Krankenschwester am Allgemeinen Krankenhaus Celle ab und war als solche bis 1999 im Krankenhaus Neu Maria-Hilf in Göttingen tätig. Parallel dazu studierte sie Mittlere und Neuerer Geschichte, Volkskunde und Soziologie an der Universität Göttingen und schloss das Studium 1997 mit dem Magister ab. Im März 1998 wurde sie Frauenbeauftragte der Philosophischen Fakultät. 2002 wurde sie an der Universität Kassel mit Auszeichnung (entspricht summa cum laude) über das Thema Aneignungsprozesse und Erfahrungen von Hysterie während des ›nervösen Zeitalters‹ im Verhältnis von Arzt und Patientin (1876–1918) zur Dr. phil. promoviert. 2010 habilitierte Nolte sich in Würzburg mit dem Thema Wege zu einer Alltagsgeschichte der Ethik. Vom Umgang mit Schwerkranken (1500–1900) für das Fach Geschichte, Theorie und Ethik der Medizin. Bis 2018 war sie Akademische Rätin am Institut für Geschichte der Medizin der Julius-Maximilians-Universität Würzburg, betreute die medizinhistorischen Sammlungen und fungierte als Stellvertreterin des Institutsleiters Michael Stolberg. Von 2005 bis 2011 war sie Mitherausgeberin der Würzburger medizinhistorischen Mitteilungen, seit 2006 gehört sie der Redaktion des Medizinhistorischen Journals an.
Seit Februar 2018 ist sie in Nachfolge von Wolfgang Uwe Eckart Professorin für Geschichte und Ethik der Medizin und Direktorin des gleichnamigen Instituts an der Karl-Ruprecht-Universität Heidelberg.
Von 2010 bis 2016 war sie im Vorstand des Fachverbandes Medizingeschichte, 2019 übernahm sie dessen Vorsitz. Außerdem ist sie Gründungsmitglied der 2014 gegründeten Fachgesellschaft Pflegegeschichte.

## Forschung
Karen Nolte forscht zur Medizingeschichte des 19. und 20. Jahrhunderts in den Bereichen  Psychiatriegeschichte, Körper- und Geschlechtergeschichte, Geschichte der Medizinethik, Pflegegeschichte, Geschichte der Gesundheitsberufe, Geschichte der Geburtshilfe sowie Geschichte der Materiellen Kultur von Medizin und Pflege.

## Schriften (Auswahl)
- Gelebte Hysterie. Erfahrung, Eigensinn und psychiatrische Diskurse im Anstaltsalltag um 1900 (= Geschichte und Geschlechter. Band 42). Campus, Frankfurt am Main / New York 2003.
- Barbara Duden: Geschichte unter die Haut. In: Martina Löw, Bettina Mathes (Hrsg.): Schlüsselwerke der Geschlechterforschung. VS Verlag für Sozialwissenschaften, Wiesbaden 2005, ISBN 3-531-13886-3, S. 226 ff.
- als Herausgeberin mit Heiner Fangerau (Hrsg.): Moderne Anstaltspsychiatrie im 19. und 20. Jahrhundert. Legitimation und Kritik. Stuttgart 2006.
- Todkrank. Sterbebegleitung im 19. Jahrhundert. Medizin, Krankenpflege und Religion. Wallstein-Verlag, Göttingen 2016.
- als Hrsg. mit S. Hähner-Rombach: Patients and Social Practice of Psychiatric Nursing in the 19th and 20th Century. Steiner Verlag, Stuttgart 2017.
- »Leiden mit Geduld« – Schmerz und Geschlecht im 19. Jahrhundert. Praxistheoretische Rekonstruktionen. In: Gender – Zeitschrift für Geschlecht, Kultur und Gesellschaft. Band 10, 2018, Nr. 1, S. 29–46. doi:10.3224/gender.v10i1.03.
- mit Susanne Kreutzer: Palliative Care in historischer Perspektive. In: Susanne Kreutzer et al. (Hrsg.): Palliative Care aus sozial– und pflegewissenschaftlicher Perspektive. Juventa Verlag, Weinheim / Basel 2019, S. 65–87.
- Crossing the Boundaries. Nursing, Materiality and Anaesthetic Practice in Germany and Britain, 1846–1945. In: European Journal for Nursing History and Ethics. Band 1, 2019, S. 40–66. doi:10.25974/enhe2019-4en.
- Pandemie- und Seuchengeschichte als Pflegegeschichte? In: NTM Zeitschrift für Geschichte der Wissenschaften, Technik und Medizin. Band 28, 2020, S. 203–210. doi:10.1007/s00048-020-00252-w.